# Lista över fornlämningar i Kungsbacka kommun (Ölmevalla)
Lista över fornlämningar i Kungsbacka kommun (Ölmevalla) är en förteckning av ett urval av de fornlämningar som finns i Ölmevalla i Kungsbacka kommun.
| Namn                                       | Lämningstyp      | Tillkomsttid | Historisk indelning | Plats | Läge                 | ID-nr          | Bild                                      |
| ------------------------------------------ | ---------------- | ------------ | ------------------- | ----- | -------------------- | -------------- | ----------------------------------------- |
| Ölmevalla 1:1                              | Stensättning     |              | Ölmevalla, Halland  |       | 57.347537, 12.120537 | 10152800010001 | Ladda upp en bild av detta fornminne      |
| Ölmevalla 2:1                              | Gravfält         |              | Ölmevalla, Halland  |       | 57.351096, 12.117384 | 10152800020001 | Ladda upp en bild av detta fornminne      |
| På berget; Borgarås (Ölmevalla 3:1)        | Stensättning     |              | Ölmevalla, Halland  |       | 57.345924, 12.102824 | 10152800030001 | Ladda upp en bild av detta fornminne      |
| På berget; Borgarås (Ölmevalla 3:2)        | Stensättning     |              | Ölmevalla, Halland  |       | 57.345894, 12.102438 | 10152800030002 | Ladda upp en bild av detta fornminne      |
| På berget; Borgarås (Ölmevalla 3:3)        | Stensättning     |              | Ölmevalla, Halland  |       | 57.345668, 12.102526 | 10152800030003 | Ladda upp en bild av detta fornminne      |
| Ölmevalla 4:1                              | Röse             |              | Ölmevalla, Halland  |       | 57.335143, 12.133122 | 10152800040001 | Ladda upp en bild av detta fornminne      |
| Ölmevalla 5:1                              | Stensättning     |              | Ölmevalla, Halland  |       | 57.338557, 12.144336 | 10152800050001 | Ladda upp en bild av detta fornminne      |
| Ölmevalla 5:2                              | Stensättning     |              | Ölmevalla, Halland  |       | 57.338285, 12.144595 | 10152800050002 | Ladda upp en bild av detta fornminne      |
| Ölmevalla 6:1                              | Stensättning     |              | Ölmevalla, Halland  |       | 57.344612, 12.147601 | 10152800060001 | Ladda upp en bild av detta fornminne      |
| På berget; Borgarås (Ölmevalla 7:1)        | Stensättning     |              | Ölmevalla, Halland  |       | 57.346590, 12.140365 | 10152800070001 | Ladda upp en bild av detta fornminne      |
| Ölmevalla 8:1                              | Stensättning     |              | Ölmevalla, Halland  |       | 57.345624, 12.141061 | 10152800080001 | Ladda upp en bild av detta fornminne      |
| Ölmevalla 9:1                              | Röse             |              | Ölmevalla, Halland  |       | 57.352062, 12.140906 | 10152800090001 | Ladda upp en bild av detta fornminne      |
| Ölmevalla 10:1                             | Stensättning     |              | Ölmevalla, Halland  |       | 57.350539, 12.142622 | 10152800100001 | Ladda upp en bild av detta fornminne      |
| Ölmevalla 10:2                             | Stensättning     |              | Ölmevalla, Halland  |       | 57.350463, 12.142699 | 10152800100002 | Ladda upp en bild av detta fornminne      |
| Ölmevalla 11:1                             | Röse             |              | Ölmevalla, Halland  |       | 57.351156, 12.135039 | 10152800110001 | Ladda upp en bild av detta fornminne      |
| Ölmevalla 12:1                             | Stensättning     |              | Ölmevalla, Halland  |       | 57.351662, 12.134941 | 10152800120001 | Ladda upp en bild av detta fornminne      |
| Ölmevalla 13:1                             | Stensättning     |              | Ölmevalla, Halland  |       | 57.352878, 12.133186 | 10152800130001 | Ladda upp en bild av detta fornminne      |
| Ölmevalla 13:2                             | Stensättning     |              | Ölmevalla, Halland  |       | 57.352823, 12.133687 | 10152800130002 | Ladda upp en bild av detta fornminne      |
| Ölmevalla 14:1                             | Stensättning     |              | Ölmevalla, Halland  |       | 57.352055, 12.134372 | 10152800140001 | Ladda upp en bild av detta fornminne      |
| Ölmevalla 15:1                             | Stensättning     |              | Ölmevalla, Halland  |       | 57.351524, 12.136365 | 10152800150001 | Ladda upp en bild av detta fornminne      |
| Ölmevalla 16:1                             | Stensättning     |              | Ölmevalla, Halland  |       | 57.350525, 12.133388 | 10152800160001 | Ladda upp en bild av detta fornminne      |
| Ölmevalla 17:1                             | Stensättning     |              | Ölmevalla, Halland  |       | 57.353517, 12.129716 | 10152800170001 | Ladda upp en bild av detta fornminne      |
| Ölmevalla 18:1                             | Stensättning     |              | Ölmevalla, Halland  |       | 57.345649, 12.150418 | 10152800180001 | Ladda upp en bild av detta fornminne      |
| Ölmevalla 19:1                             | Stensättning     |              | Ölmevalla, Halland  |       | 57.347819, 12.155625 | 10152800190001 | Ladda upp en bild av detta fornminne      |
| Ölmevalla 20:1                             | Stensättning     |              | Ölmevalla, Halland  |       | 57.351273, 12.156220 | 10152800200001 | Ladda upp en bild av detta fornminne      |
| Ölmevalla 21:1                             | Stensättning     |              | Ölmevalla, Halland  |       | 57.350577, 12.157411 | 10152800210001 | Ladda upp en bild av detta fornminne      |
| Ölmevalla 22:1                             | Stensättning     |              | Ölmevalla, Halland  |       | 57.362388, 12.157014 | 10152800220001 | Ladda upp en bild av detta fornminne      |
| Ölmevalla 23:1                             | Stensättning     |              | Ölmevalla, Halland  |       | 57.360429, 12.153276 | 10152800230001 | Ladda upp en bild av detta fornminne      |
| Ölmevalla 24:1                             | Stensättning     |              | Ölmevalla, Halland  |       | 57.362057, 12.150132 | 10152800240001 | Ladda upp en bild av detta fornminne      |
| Hallarös (Ölmevalla 25:1)                  | Röse             |              | Ölmevalla, Halland  |       | 57.363871, 12.151310 | 10152800250001 | Ladda upp en bild av detta fornminne      |
| Ölmevalla 26:1                             | Stensättning     |              | Ölmevalla, Halland  |       | 57.360783, 12.162421 | 10152800260001 | Ladda upp en bild av detta fornminne      |
| Ölmevalla 27:1                             | Stensättning     |              | Ölmevalla, Halland  |       | 57.360942, 12.164078 | 10152800270001 | Ladda upp en bild av detta fornminne      |
| Ölmevalla 28:1                             | Stensättning     |              | Ölmevalla, Halland  |       | 57.368956, 12.183688 | 10152800280001 | Ladda upp en bild av detta fornminne      |
| Ölmevalla 29:1                             | Stensättning     |              | Ölmevalla, Halland  |       | 57.368998, 12.176730 | 10152800290001 | Ladda upp en bild av detta fornminne      |
| Ölmevalla 29:2                             | Stensättning     |              | Ölmevalla, Halland  |       | 57.368949, 12.176536 | 10152800290002 | Ladda upp en bild av detta fornminne      |
| Ölmevalla 31:1                             | Stensättning     |              | Ölmevalla, Halland  |       | 57.357970, 12.165493 | 10152800310001 | Ladda upp en bild av detta fornminne      |
| Ölmevalla 32:1                             | Stensättning     |              | Ölmevalla, Halland  |       | 57.363910, 12.146349 | 10152800320001 | Ladda upp en bild av detta fornminne      |
| Ölmevalla 33:1                             | Stensättning     |              | Ölmevalla, Halland  |       | 57.362419, 12.143943 | 10152800330001 | Ladda upp en bild av detta fornminne      |
| Ölmevalla 34:1                             | Stensättning     |              | Ölmevalla, Halland  |       | 57.363685, 12.142383 | 10152800340001 | Ladda upp en bild av detta fornminne      |
| Ölmevalla 36:1                             | Röse             |              | Ölmevalla, Halland  |       | 57.360309, 12.147438 | 10152800360001 | Ladda upp en bild av detta fornminne      |
| Ölmevalla 37:1                             | Stensättning     |              | Ölmevalla, Halland  |       | 57.358048, 12.143289 | 10152800370001 | Ladda upp en bild av detta fornminne      |
| Ölmevalla 38:1                             | Röse             |              | Ölmevalla, Halland  |       | 57.358191, 12.148077 | 10152800380001 | Ladda upp en bild av detta fornminne      |
| Ölmevalla 39:1                             | Stensättning     |              | Ölmevalla, Halland  |       | 57.353777, 12.139516 | 10152800390001 | Ladda upp en bild av detta fornminne      |
| Ölmevalla 40:1                             | Stensättning     |              | Ölmevalla, Halland  |       | 57.354498, 12.136587 | 10152800400001 | Ladda upp en bild av detta fornminne      |
| Ölmevalla 41:1                             | Stensättning     |              | Ölmevalla, Halland  |       | 57.354257, 12.138533 | 10152800410001 | Ladda upp en bild av detta fornminne      |
| Ölmevalla 43:1                             | Stensättning     |              | Ölmevalla, Halland  |       | 57.355400, 12.135464 | 10152800430001 | Ladda upp en bild av detta fornminne      |
| Ölmevalla 44:1                             | Röse             |              | Ölmevalla, Halland  |       | 57.357197, 12.139612 | 10152800440001 | Ladda upp en bild av detta fornminne      |
| Ölmevalla 45:1                             | Stensättning     |              | Ölmevalla, Halland  |       | 57.372215, 12.130916 | 10152800450001 | Ladda upp en bild av detta fornminne      |
| Ölmevalla 46:1                             | Stensättning     |              | Ölmevalla, Halland  |       | 57.371791, 12.130439 | 10152800460001 | Ladda upp en bild av detta fornminne      |
| Ölmevalla 47:1                             | Stensättning     |              | Ölmevalla, Halland  |       | 57.372151, 12.140663 | 10152800470001 | Ladda upp en bild av detta fornminne      |
| Ölmevalla 48:1                             | Stensättning     |              | Ölmevalla, Halland  |       | 57.374838, 12.196797 | 10152800480001 | Ladda upp en bild av detta fornminne      |
| Ölmevalla 51:1                             | Stensättning     |              | Ölmevalla, Halland  |       | 57.389827, 12.185384 | 10152800510001 | Ladda upp en bild av detta fornminne      |
| Ölmevalla 52:1                             | Stensättning     |              | Ölmevalla, Halland  |       | 57.389936, 12.195988 | 10152800520001 | Ladda upp en bild av detta fornminne      |
| Ölmevalla 52:2                             | Stensättning     |              | Ölmevalla, Halland  |       | 57.389831, 12.195928 | 10152800520002 | Ladda upp en bild av detta fornminne      |
| Ölmevalla 52:3                             | Stensättning     |              | Ölmevalla, Halland  |       | 57.389724, 12.196112 | 10152800520003 | Ladda upp en bild av detta fornminne      |
| Ölmevalla 52:4                             | Hällristning     |              | Ölmevalla, Halland  |       | 57.389653, 12.196213 | 10152800520004 | Ladda upp en bild av detta fornminne      |
| Ölmevalla 53:1                             | Stensättning     |              | Ölmevalla, Halland  |       | 57.387179, 12.199106 | 10152800530001 | Ladda upp en bild av detta fornminne      |
| Källsröse (Ölmevalla 54:1)                 | Röse             |              | Ölmevalla, Halland  |       | 57.384378, 12.201886 | 10152800540001 | Ladda upp en bild av detta fornminne      |
| Källsröse (Ölmevalla 54:2)                 | Stensättning     |              | Ölmevalla, Halland  |       | 57.384269, 12.201771 | 10152800540002 | Ladda upp en bild av detta fornminne      |
| Ölmevalla 55:1                             | Röse             |              | Ölmevalla, Halland  |       | 57.372713, 12.152011 | 10152800550001 | Ladda upp en bild av detta fornminne      |
| Ölmevalla 56:1                             | Hällristning     |              | Ölmevalla, Halland  |       | 57.380971, 12.141109 | 10152800560001 | Ladda upp en bild av detta fornminne      |
| Ölmevalla 57:1                             | Begravningsplats |              | Ölmevalla, Halland  |       | 57.380680, 12.141043 | 10152800570001 | Ladda upp en bild av detta fornminne      |
| Ölmevalla 59:1                             | Stensättning     |              | Ölmevalla, Halland  |       | 57.349167, 12.106175 | 10152800590001 | Ladda upp en bild av detta fornminne      |
| Ölmevalla 59:2                             | Stensättning     |              | Ölmevalla, Halland  |       | 57.349329, 12.106303 | 10152800590002 | Ladda upp en bild av detta fornminne      |
| Ölmevalla 59:3                             | Stensättning     |              | Ölmevalla, Halland  |       | 57.349094, 12.106312 | 10152800590003 | Ladda upp en bild av detta fornminne      |
| Ölmevalla 61:1                             | Gravfält         |              | Ölmevalla, Halland  |       | 57.348121, 12.104688 | 10152800610001 | Ladda upp en bild av detta fornminne      |
| Ölmevalla 62:1                             | Hällristning     |              | Ölmevalla, Halland  |       | 57.355847, 12.092374 | 10152800620001 | Ladda upp en bild av detta fornminne      |
| Gamle Vålsrös (Ölmevalla 64:1)             | Röse             |              | Ölmevalla, Halland  |       | 57.355056, 12.077028 | 10152800640001 | Ladda upp en bild av detta fornminne      |
| Ölmevalla 65:1                             | Stensättning     |              | Ölmevalla, Halland  |       | 57.352396, 12.073763 | 10152800650001 | Ladda upp en bild av detta fornminne      |
| Ölmevalla 66:1                             | Stensättning     |              | Ölmevalla, Halland  |       | 57.354596, 12.076444 | 10152800660001 | Ladda upp en bild av detta fornminne      |
| Ös rös (Ölmevalla 69:1)                    | Röse             |              | Ölmevalla, Halland  |       | 57.364579, 12.087466 | 10152800690001 | Ladda upp en till bild av detta fornminne |
| Ös rös (Ölmevalla 69:2)                    | Stensättning     |              | Ölmevalla, Halland  |       | 57.364459, 12.087258 | 10152800690002 | Ladda upp en bild av detta fornminne      |
| Ös rös (Ölmevalla 69:3)                    | Stensättning     |              | Ölmevalla, Halland  |       | 57.364569, 12.087763 | 10152800690003 | Ladda upp en bild av detta fornminne      |
| Ramsvål (enligt Gbgs inv) (Ölmevalla 70:1) | Stensättning     |              | Ölmevalla, Halland  |       | 57.346226, 12.069758 | 10152800700001 | Ladda upp en till bild av detta fornminne |
| Ölmevalla 71:1                             | Röse             |              | Ölmevalla, Halland  |       | 57.340211, 12.070398 | 10152800710001 | Ladda upp en bild av detta fornminne      |
| Ölmevalla 71:2                             | Röse             |              | Ölmevalla, Halland  |       | 57.340365, 12.069898 | 10152800710002 | Ladda upp en bild av detta fornminne      |
| Ölmevalla 71:3                             | Röse             |              | Ölmevalla, Halland  |       | 57.340000, 12.069697 | 10152800710003 | Ladda upp en bild av detta fornminne      |
| Ölmevalla 71:4                             | Röse             |              | Ölmevalla, Halland  |       | 57.340019, 12.068847 | 10152800710004 | Ladda upp en bild av detta fornminne      |
| Ölmevalla 71:5                             | Hällristning     |              | Ölmevalla, Halland  |       | 57.340026, 12.068821 | 10152800710005 | Ladda upp en bild av detta fornminne      |
| Ölmevalla 72:1                             | Röse             |              | Ölmevalla, Halland  |       | 57.341357, 12.068200 | 10152800720001 | Ladda upp en bild av detta fornminne      |
| Ölmevalla 73:1                             | Röse             |              | Ölmevalla, Halland  |       | 57.338441, 12.069228 | 10152800730001 | Ladda upp en bild av detta fornminne      |
| Ölmevalla 73:2                             | Röse             |              | Ölmevalla, Halland  |       | 57.337996, 12.069124 | 10152800730002 | Ladda upp en till bild av detta fornminne |
| Ölmevalla 74:1                             | Röse             |              | Ölmevalla, Halland  |       | 57.339306, 12.067848 | 10152800740001 | Ladda upp en till bild av detta fornminne |
| Ölmevalla 75:1                             | Stensättning     |              | Ölmevalla, Halland  |       | 57.356087, 12.092717 | 10152800750001 | Ladda upp en bild av detta fornminne      |
| Ölmevalla 76:1                             | Stensättning     |              | Ölmevalla, Halland  |       | 57.382630, 12.130657 | 10152800760001 | Ladda upp en bild av detta fornminne      |
| Ölmevalla 77:1                             | Stensättning     |              | Ölmevalla, Halland  |       | 57.383751, 12.134378 | 10152800770001 | Ladda upp en bild av detta fornminne      |
| Ölmevalla 78:1                             | Stensättning     |              | Ölmevalla, Halland  |       | 57.371895, 12.178794 | 10152800780001 | Ladda upp en bild av detta fornminne      |
| Ölmevalla 79:1                             | Stensättning     |              | Ölmevalla, Halland  |       | 57.377074, 12.148852 | 10152800790001 | Ladda upp en bild av detta fornminne      |
| Borgarn (Ölmevalla 80:1)                   | Fornborg         |              | Ölmevalla, Halland  |       | 57.374904, 12.149089 | 10152800800001 | Ladda upp en bild av detta fornminne      |
| Ölmevalla 82:1                             | Hög              |              | Ölmevalla, Halland  |       | 57.379620, 12.144610 | 10152800820001 | Ladda upp en bild av detta fornminne      |
| Ölmevalla 83:1                             | Stensättning     |              | Ölmevalla, Halland  |       | 57.382691, 12.145033 | 10152800830001 | Ladda upp en bild av detta fornminne      |
| Ölmevalla 84:1                             | Hällristning     |              | Ölmevalla, Halland  |       | 57.392874, 12.160685 | 10152800840001 | Ladda upp en bild av detta fornminne      |
| Ölmevalla 85:1                             | Stensättning     |              | Ölmevalla, Halland  |       | 57.363661, 12.060788 | 10152800850001 | Ladda upp en bild av detta fornminne      |
| Ölmevalla 86:1                             | Röse             |              | Ölmevalla, Halland  |       | 57.363319, 12.058638 | 10152800860001 | Ladda upp en bild av detta fornminne      |
| Ölmevalla 88:1                             | Stensättning     |              | Ölmevalla, Halland  |       | 57.361996, 12.053447 | 10152800880001 | Ladda upp en bild av detta fornminne      |
| Ölmevalla 89:1                             | Röse             |              | Ölmevalla, Halland  |       | 57.357802, 12.042143 | 10152800890001 | Ladda upp en bild av detta fornminne      |
| Limans rös (Ölmevalla 92:1)                | Stensättning     |              | Ölmevalla, Halland  |       | 57.380720, 12.164153 | 10152800920001 | Ladda upp en bild av detta fornminne      |
| Ölmevalla 94:1                             | Stensättning     |              | Ölmevalla, Halland  |       | 57.375947, 12.171283 | 10152800940001 | Ladda upp en bild av detta fornminne      |
| Ölmevalla 95:1                             | Stensättning     |              | Ölmevalla, Halland  |       | 57.393347, 12.153508 | 10152800950001 | Ladda upp en bild av detta fornminne      |
| Ölmevalla 96:1                             | Stensättning     |              | Ölmevalla, Halland  |       | 57.351342, 12.128823 | 10152800960001 | Ladda upp en bild av detta fornminne      |
| Ölmevalla 98:1                             | Stensättning     |              | Ölmevalla, Halland  |       | 57.343544, 12.124889 | 10152800980001 | Ladda upp en bild av detta fornminne      |
| Ölmevalla 151:1                            | Fiskeläge        |              | Ölmevalla, Halland  |       | 57.377619, 12.095859 | 10152801510001 | Ladda upp en bild av detta fornminne      |
| Ölmevalla 154:1                            | Fiskeläge        |              | Ölmevalla, Halland  |       | 57.380580, 12.084666 | 10152801540001 | Ladda upp en bild av detta fornminne      |
| Ölmevalla 156:1                            | Fiskeläge        |              | Ölmevalla, Halland  |       | 57.384085, 12.084724 | 10152801560001 | Ladda upp en bild av detta fornminne      |
| Ölmevalla 161:1                            | Fiskeläge        |              | Ölmevalla, Halland  |       | 57.368267, 12.069276 | 10152801610001 | Ladda upp en bild av detta fornminne      |
| Ölmevalla 184                              | Hällristning     |              | Ölmevalla, Halland  |       | 57.354659, 12.105925 | 12000000006181 | Ladda upp en bild av detta fornminne      |
| Landa 44:1                                 | Stensättning     |              | Ölmevalla, Halland  |       | 57.331884, 12.135610 | 10147500440001 | Ladda upp en bild av detta fornminne      |